# Truman Smith
Truman Smith (Roxbury, 1791. november 27. – Stamford, 1884. május 3.) az Amerikai Egyesült Államok szenátora (Connecticut, 1849–1854).